# Thomasberg
Thomasberg è un comune austriaco di 1 263 abitanti nel distretto di Neunkirchen, in Bassa Austria.